# Younous Qanouni
Younous Qanouni (en persan : يونس قانوني, aussi retranscrit Qanooni ou Qanuni), né en 1957 dans la vallée du Pandjchir, est un homme politique afghan. 

## Biographie
Originaire du Pandjchir, dans le Nord de l'Afghanistan, Qanouni est d'ascendance tadjike. Après l'intervention soviétique en Afghanistan de décembre 1979, il rejoint les rangs des moudjahidines basés dans la vallée du Pandjchir et dirigés par Ahmad Shah Massoud. Protégé de ce dernier, il s'implique dans la création de l'Alliance du Nord et est ministre de l'Intérieur sous le gouvernement de Burhanuddin Rabbani. Après l'assassinant de Massoud en 2001, il constitue, de fait, avec Mohammed Fahim Khan et le docteur Abdullah Abdullah, le triumvirat à la tête de l'Alliance du Nord.
Allié aux États-Unis lors de leur intervention de 2001, il demeure cependant réticent envers le gouvernement pakistanais et devient le négociateur en chef de la délégation de l'alliance du Nord à la conférence de Bonn en décembre de la même année.
Ministre de l'Éducation durant un premier gouvernement de transition d'Hamid Karzai, il se porte candidat lors de l'élection présidentielle de 2004, où il termine à la deuxième place avec 16,2 %, loin derrière le vainqueur Hamid Karzai.
Lors des élections législatives de septembre 2005, il est élu député à la Chambre du peuple dont il est président de décembre 2005 à décembre 2010.
Après la mort du vice-président de la République Mohammed Fahim Khan en mars 2014, Qanouni est choisi comme son successeur et prend ses fonctions le 31 mars.

## Source(s) externe(s)
- (en) Profil de Younous Qanouni, BBC, 9 octobre 2004
- (en) Biographie sur afghan-web.com